# SM Caen
Stade Malherbe Caen Calvados Basse-Normandie – francuski klub piłkarski z siedzibą w Caen w Normandii, założony w 1913, nazwany na cześć poety François de Malherbe'a, żyjącego na przełomie XVI i XVII wieku, urodzonego w Caen.

## Historia
Zespół po raz pierwszy awansował do Ligue 1 w 1988 i występował w niej kilka sezonów. W 1996 wywalczył mistrzostwo Ligue 2 i na jeden sezon wrócił do najwyższej klasy rozgrywkowej. Kolejny awans świętował w sezonie 2003/2004, po zajęciu 2. miejsca w Ligue 2. W sezonie 2004/2005 zespół, pomimo spadku do Ligue 2, osiągnął największy sukces w swojej historii, jakim było dojście do finału Pucharu Ligi, w którym Caen przegrało z RC Strasbourg 1:2. W 2009 klub zajmując 18. miejsce spadł z francuskiej ekstraklasy. Po rocznej banicji powrócił do Ligue 1.

## Sukcesy
- zwycięzca Ligue 2: 1996, 2010
- finalista Pucharu Ligi Francuskiej: 2005

## Europejskie puchary
Legenda do wszystkich tabel:
- Q – runda eliminacyjna, 1/16, 1/8, 1/4, 1/2 – odpowiednia faza rozgrywek, Grupa – runda grupowa, 1r gr – pierwsza runda grupowa, 2r gr – druga runda grupowa, F – finał, R – runda, PO – play-off
- k. – rzuty karne, los. – losowanie, Dogr. – dogrywka, w. – zasada bramek strzelonych na wyjeździe

| Sezon   | Rozgrywki   | Runda | Przeciwnik     | Dom | Wyjazd | Ogólnie |
| ------- | ----------- | ----- | -------------- | --- | ------ | ------- |
| 1992/93 | Puchar UEFA | 1R    | Real Saragossa | 3–2 | 0–2    | 3–4     |